# Patricio González
Patricio González (Buenos Aires, 20 december 1979) is een Argentijns voetballer die onder contract staat bij Germinal Beerschot. Zijn huidige club is All Boys, hij speelt hier vanaf het begin van het seizoen 2008 op huurbasis. Daarvoor speelde hij voor Arsenal de Sarandí, een Argentijnse eersteklasser. González is een middenvelder.

## Statistieken
| seizoen | club               | land       | competitie                  | wed. | goals |
| ------- | ------------------ | ---------- | --------------------------- | ---- | ----- |
| 2003/04 | Arsenal de Sarandí | Argentinië | Primera División Argentinië | 32   | 2     |
| 2004/05 | Arsenal de Sarandí | Argentinië | Primera División Argentinië | 34   | 3     |
| 2005/06 | Arsenal de Sarandí | Argentinië | Primera División Argentinië | ?    | ?     |
| 2006/07 | Germinal Beerschot | België     | Jupiler League              | 7    | 1     |
| 2007/08 | Barcelona S.C.     | Ecuador    | Serie A                     | ?    | ?     |
| 2008    | Arsenal de Sarandí | Argentinië | Primera División Argentinië | ?    | ?     |
| 2008/-  | All Boys           | Argentinië | Segunda División Argentinië | ?    | ?     |